# Kinderboekwinkelprijs
De Kinderboekwinkelprijs is een literatuurprijs die sinds 1993 elk jaar door de Samenwerkende Kinderboekwinkels wordt toegekend aan een in het Nederlands geschreven of vertaald kinderboek, dat "(...) ten onrechte is 'vergeten' door de jury's van de Gouden en Zilveren Griffels en Penselen en de Woutertje Pieterse-prijs."
Van 1993 t/m 2013 werd de prijs jaarlijks uitgereikt. Na een pauze van 6 jaar, is deze traditie in 2019 opnieuw opgepakt en de prijs weer uitgereikt.

## Gelauwerden
- 2024 - Marieke Smithuis en Jeska Verstegen voor Umbrador
- 2023 - Sanne Rooseboom en Sophie Pluim voor Mot en de metaalvissers
- 2022 - Janneke Schotveld en Noëlle Smit voor De eekhoorn legt een ei
- 2021 - Charlotte Dematons voor Alfabet
- 2020 - Maranke Rinck en Martijn van der Linden voor Bob Popcorn
- 2019 - Mark Janssen voor Eiland
- 2013 - Koos Meinderts en Annette Fienieg voor Bij ons in de straat
- 2012 - Mies van Hout voor Vrolijk
- 2011 - Catharina Valckx voor Poten omhoog!
- 2010 - Suzanne Collins voor De Hongerspelen; Publieksprijs: Rob Ruggenberg voor Manhatan
- 2009 - Pieter Feller en Natascha Stenvert (tekeningen) voor Kolletje
- 2008 - Erik van Os en Elle van Lieshout (gedichten) en Nicolle van den Hurk (tekeningen) voor Klapzoen
- 2007 - Frank Groothof voor Gilgamesj
- 2006 - Mathilde Stein en Mies van Hout voor Bang mannetje
- 2005 - Tjibbe Veldkamp en Kees de Boer voor Tim op de tegels
- 2004 - Charlotte Dematons voor De gele ballon
- 2003 - Annika Thor voor Op open water
- 2002 - Francine Oomen voor Lena Lijstje
- 2001 - Hans en Monique Hagen (gedichten) en Marit Törnqvist (tekeningen) voor Jij bent de Liefste
- 2000 - Ingrid Schubert en Dieter Schubert voor Dat komt er nou van
- 1999 - J.K. Rowling voor Harry Potter en de Steen der Wijzen
- 1998 - Annemarie van Haeringen voor Onder water boven water
- 1997 - Jacques Vriens voor Grootmoeder wat heb je grote oren...
- 1996 - Sanderijn van der Doef (tekst) en Marian Latour (illustraties) voor Ben jij ook op mij[2]
- 1995 - Lieve Baeten voor Lotje is jarig
- 1994 - Wouter Klootwijk voor Het erf van de oom van Adri
- 1993 - Mary Hoffman en Caroline Binch voor Rosa